# Sam Jaffe (producteur)
Pour les articles homonymes, voir Sam Jaffe.
Sam Jaffe, né le 21 mai 1901 à Harlem et mort le 10 janvier 2000 à Los Angeles, Californie, est un producteur de cinéma et imprésario américain.

## Filmographie
- 1932 : The Vanishing Frontier de Phil Rosen
- 1933 : Diplomaniacs (en) de William A. Seiter
- 1933 : Emergency Call de Edward L. Cahn
- 1933 : Flaming Gold de Ralph Ince
- 1933 : Ace of Aces (en) de J. Walter Ruben
- 1944 : J'avais cinq fils (The Sullivans) de Lloyd Bacon
- 1962 : Le Tyran de Syracuse (Il Tiranno di Siracusa) de Curtis Bernhardt
- 1966 : Vivre libre (Born Free) de James Hill
- 1973 : Théâtre de sang (Theater of Blood) de Douglas Hickox